# Henry Sire
Henry J. A. Sire (* 1949 in Barcelona, Pseudonym: Marcantonio Colonna) ist ein britischer Historiker, katholischer Autor und vorläufig suspendiertes Mitglied des Souveränen Malteserordens.

## Leben
Sire, der französische Vorfahren hat, wurde in Barcelona geboren. Seine Ausbildung erhielt er am Stonyhurst College in Lancashire und am Exeter College in Oxford. Im Jahre 2001 trat er dem Malteserorden bei und verpflichtete sich vertraglich, ein Buch über die Ordensgeschichte zu verfassen. Dazu lebte er zwischen 2013 und 2017 am Ordenssitz in Rom. Das Buch erschien 2016.
Im Jahr 2015 veröffentlichte Sire Phoenix from the Ashes: The Making, Unmaking, and Restoration of Catholic Tradition, eine überaus kritische Auseinandersetzung mit dem Zweiten Vatikanischen Konzil und seinen Auswirkungen auf die Katholische Kirche, in der er schlussfolgert: „Eine Tatsache muss klar festgestellt werden: Das Zweite Vatikanische Konzil war ein Verrat am Glauben der Kirche. Dieser Verrat kann nicht wieder gutgemacht werden, solange er nicht erkannt und rückgängig gemacht wird.“
Ende 2017 veröffentlichte Sire unter dem Pseudonym Marcantonio Colonna das papstkritische Buch The Dictator Pope. Sein englischer Verlag enthüllte seine Autorenschaft im März 2018. Dies führte unmittelbar danach zu seiner vorläufigen Suspendierung im Malteserorden. Der Malteserorden warnt seine Mitglieder vor einer Parteinahme für das Buch und dessen Autor. Dies könne Ordnungsmaßnahmen bis hin zum Ausschluss nach sich ziehen.

## Schriften
- Gentlemen Philosophers. Catholic Higher Education at Liège and Stonyhurst, 1774–1916. Churchman, Worthing 1988, ISBN 1-85093-086-4.
- The Knights of Malta. Yale University Press, New Haven/London 1994, ISBN 0-300-05502-1.
- Father Martin D’Arcy. Philosopher of Christian Love. Gracewing, Leominster 1997, ISBN 0-85244-439-7.
- Phoenix from the Ashes. The Making, Unmaking, and Restoration of Catholic Tradition. Angelico Press, Kettering 2015, ISBN 1-62138-140-4.
- The Knights of Malta. A Modern Resurrection. Third Millennium Publishing, London 2016, ISBN 1-908990-67-8.
- The Dictator Pope. The Inside Story of the Francis Papacy. Regnery Publishing, Washington, D.C. 2018, ISBN 1-62157-832-1.
  - Der Diktatorpapst. Aus dem Innersten seines Pontifikats. 2. überarbeitete und erweiterte Auflage. Renovamen-Verlag, Bad Schmiedeberg 2018, ISBN 978-3-95621-134-8.
  - Le pape dictateur. Presses de la Délivrance, Paris 2018, ISBN 979-10-95502-20-3.
  - Papież dyktator. Skrywana historia pontyfikatu papieża Franciszka. Fundacja pro Maria et Veritate, Warszawa 2018, ISBN 83-66099-00-8.